# Земська школа (Макушиха)
Земська школа — пам'ятка архітектури місцевого значення в Макушисі. Зараз будівля не використовується і перебуває в занедбаному стані.

## Історія
Рішенням виконкому Чернігівської обласної ради народних депутатів від 26.06.1989 № 130 будинку надано статус «пам'ятник архітектури місцевого значення» з охоронним № 55-Чг під назвою «Двокласна земська школа».

## Опис
У період 1912—1914 роки за проектами Опанаса Сластіона та лохвицьких техніків були зведені земські школи у Варві (Земська школа), селах Світличному, Макушихі, Озерянах (Земська школа), Остапівці, Брагинцях, Гнідинцях зокрема трансформацію класів завдяки розсувним перегородкам, та традиційність елементів у зовнішньому вигляді. Лише 3 із 7 шкіл взято на державний облік (пам'ятки архітектури). Загалом у Лохвицькому повіті було збудовано 54 школи — решта розташована на території сучасних Полтавської та Сумської областей.
Земська школа в Макушисі зведена за типовим проектом Однокласної (Однокомплектної) земської школи. Цегляний, одноповерховий, прямокутний у плані будинок, де за червону лінію фасаду виступає вежа з грушоподібною банею, зі скатним дахом. Планування змішане коридорно-анфіладне. Шестикутні (у формі трапеції) віконні та дверні прорізи, верх яких уже низу. Побудований в українському народному стилі з елементами, властивими модерну. Цегляний декор фасаду створює своєрідне оформлення — візерунок у яскраво виражених народних формах. Школа складалася з навчальної та житлової (приміщення для вчителів) зон. Навчальна зона включала навчальний клас, вхідний тамбур, коридор — зону відпочинку (взимку використовувався як роздягальня), селянська та шкільна бібліотека.
Зараз будівля не використовується і перебуває в занедбаному стані.

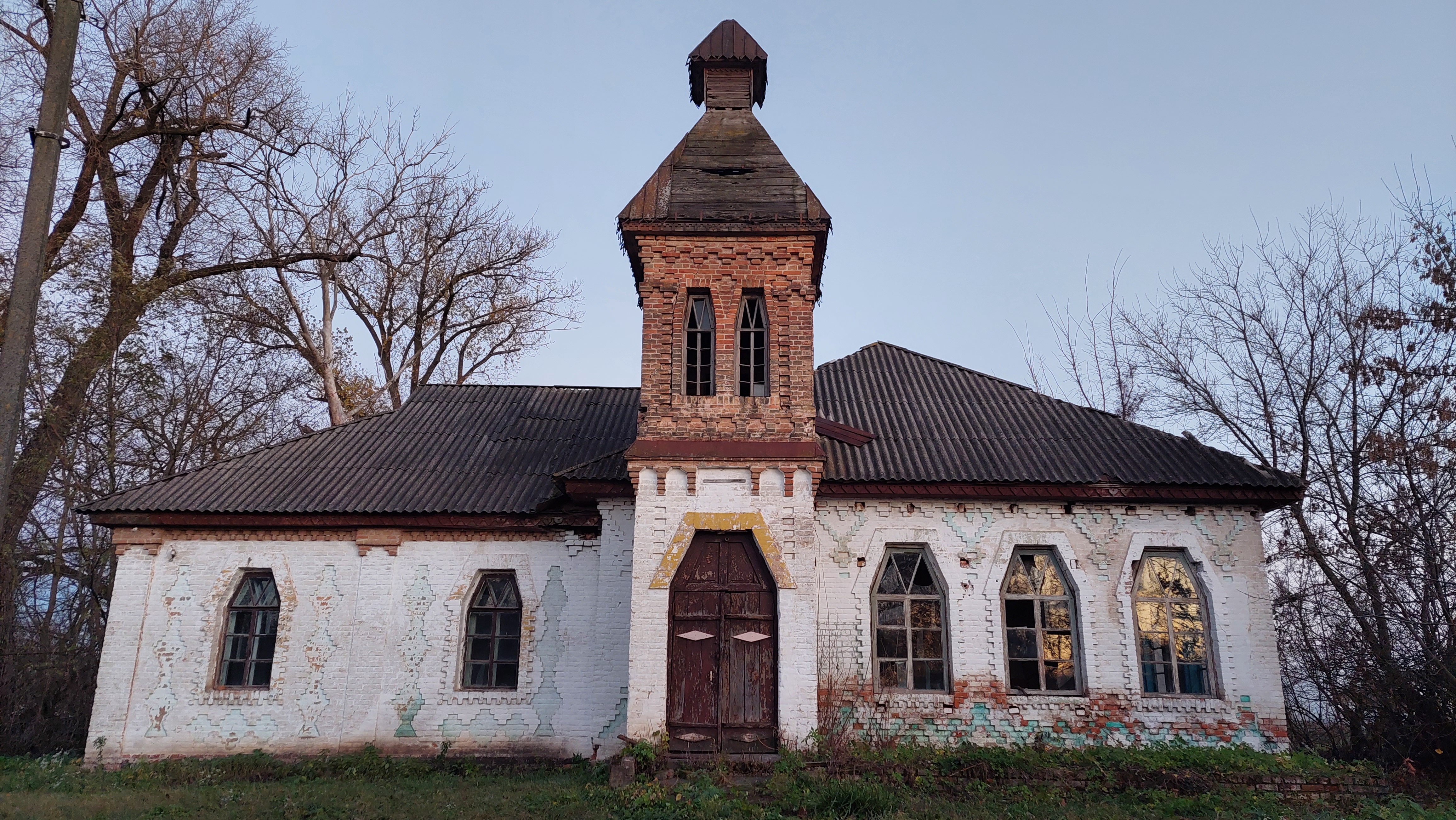
Башта школи земської Макушиха

## Галерея

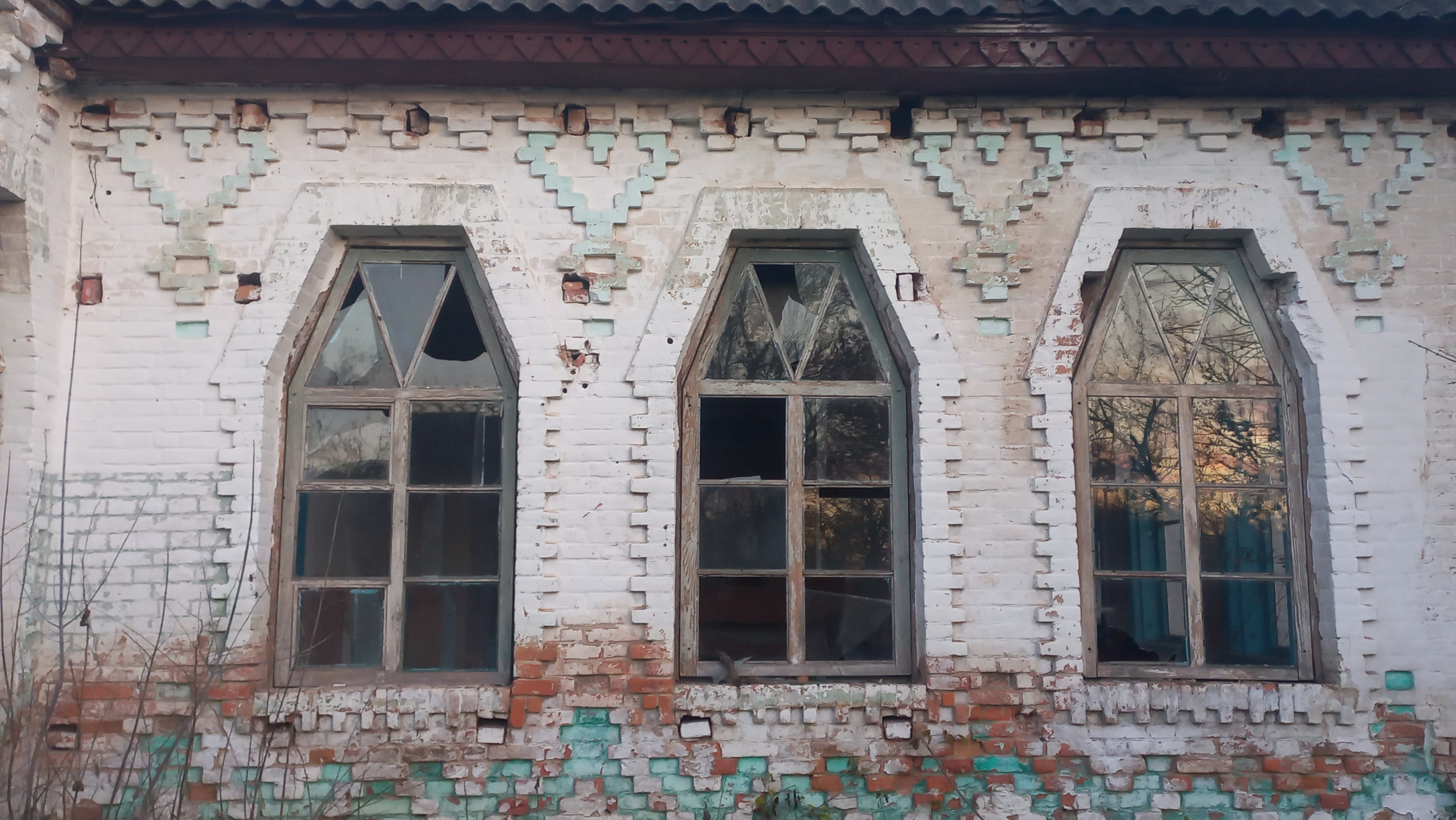
Орнамент класу земської школи Макушиха
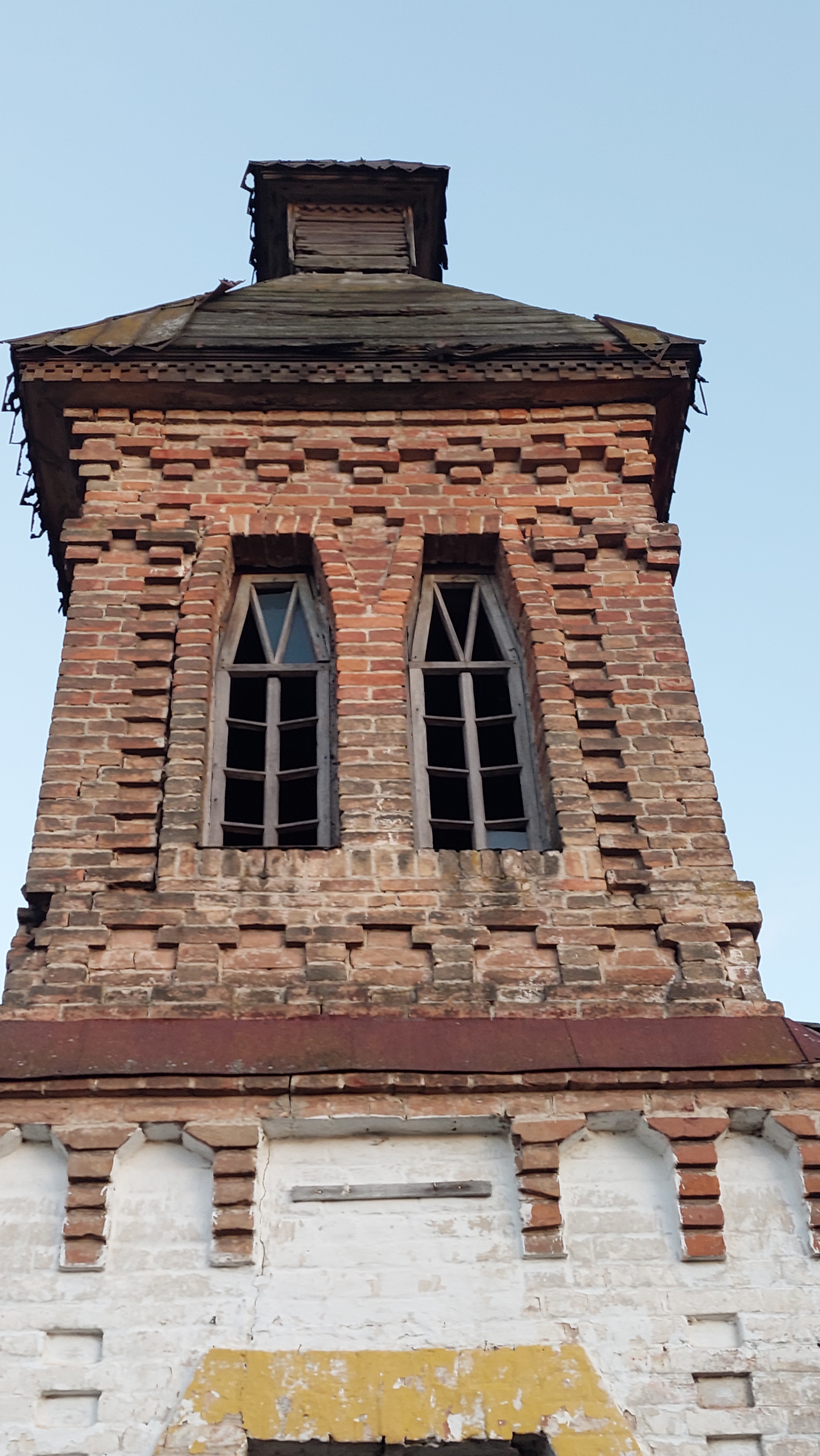
Орнамент верхної частини вежі земської школи Макушиха
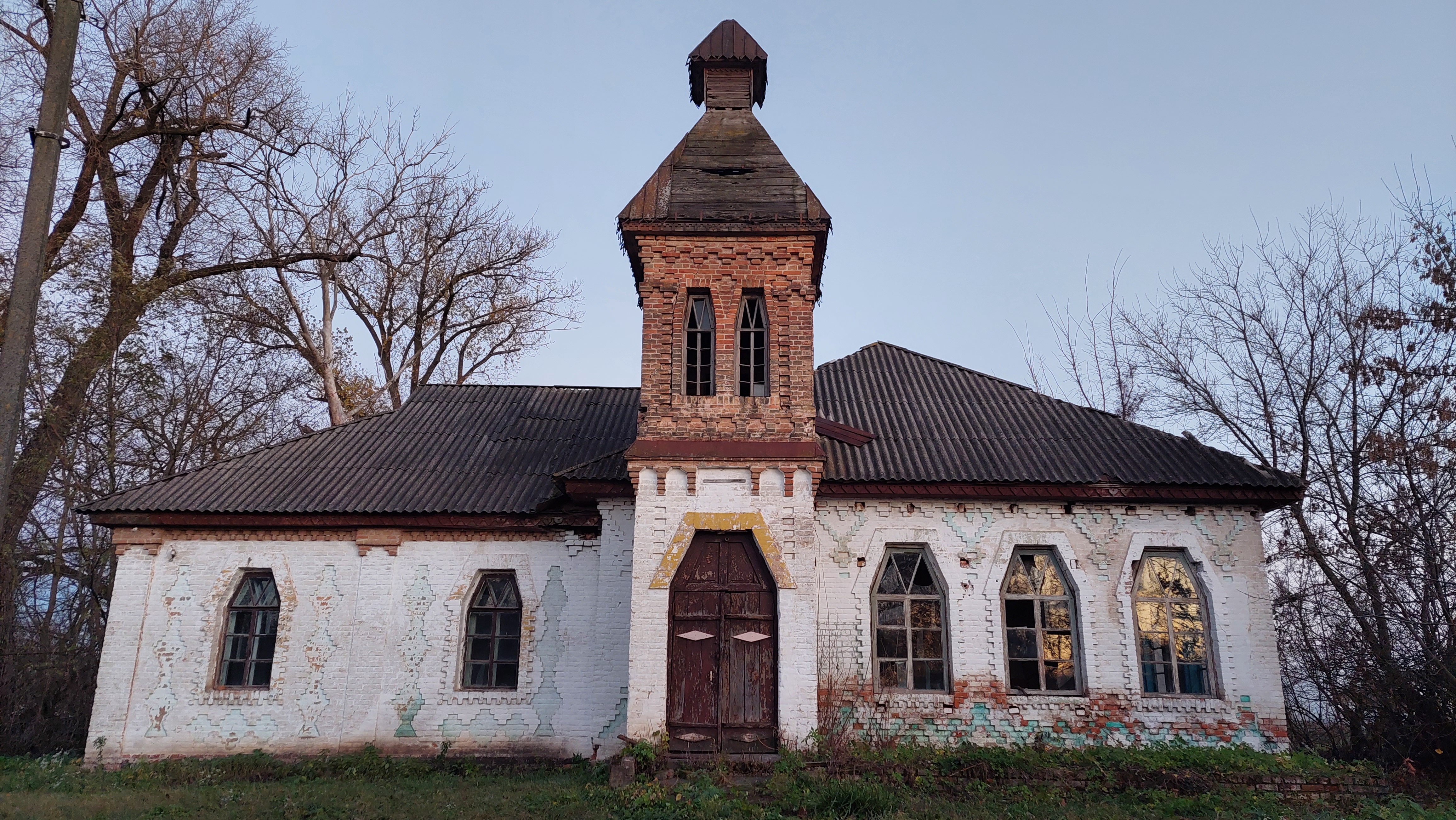
Земська школа Макушиха
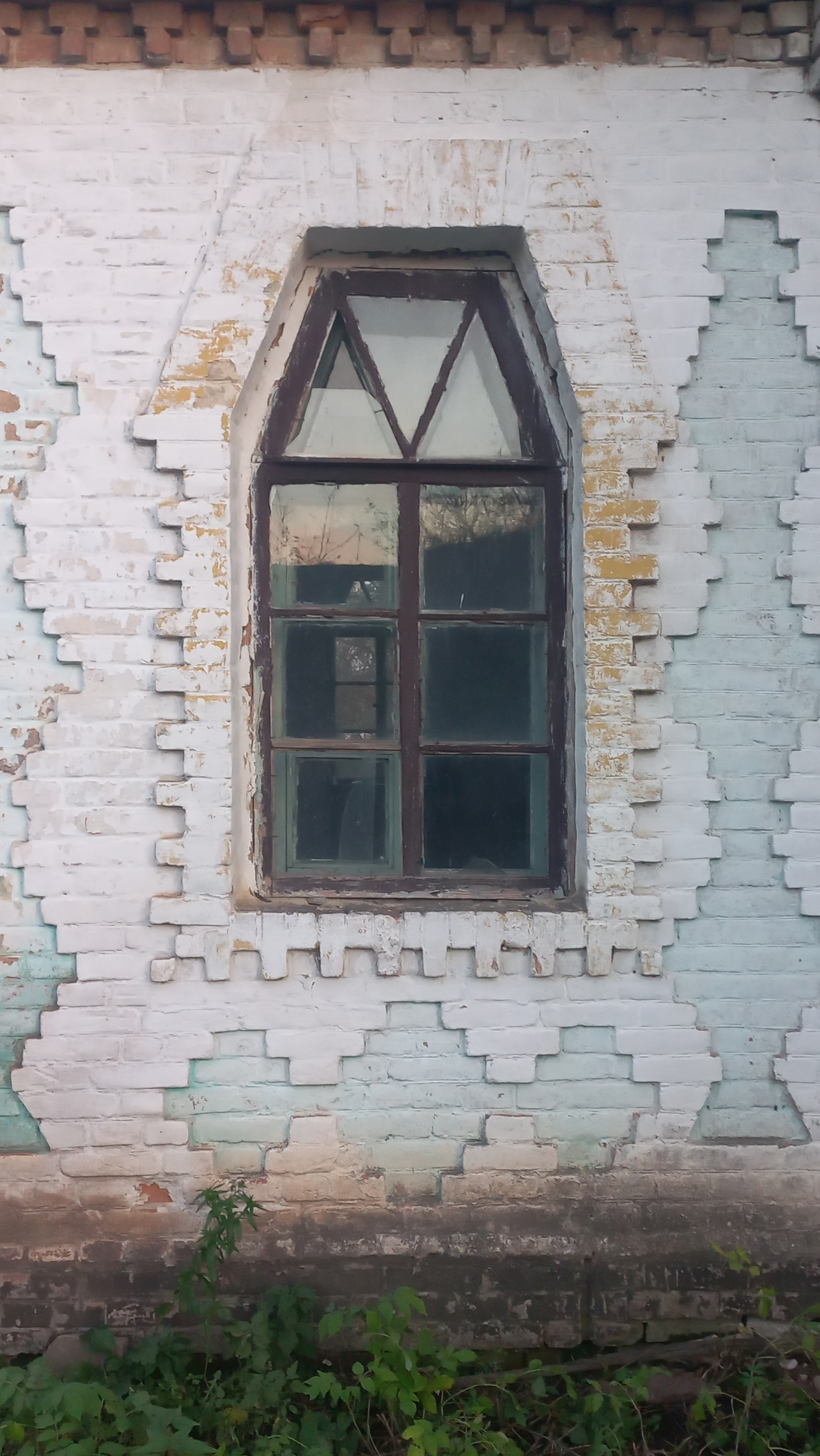
Орнамент вікна кімнати вчителя земської школи Макушиха
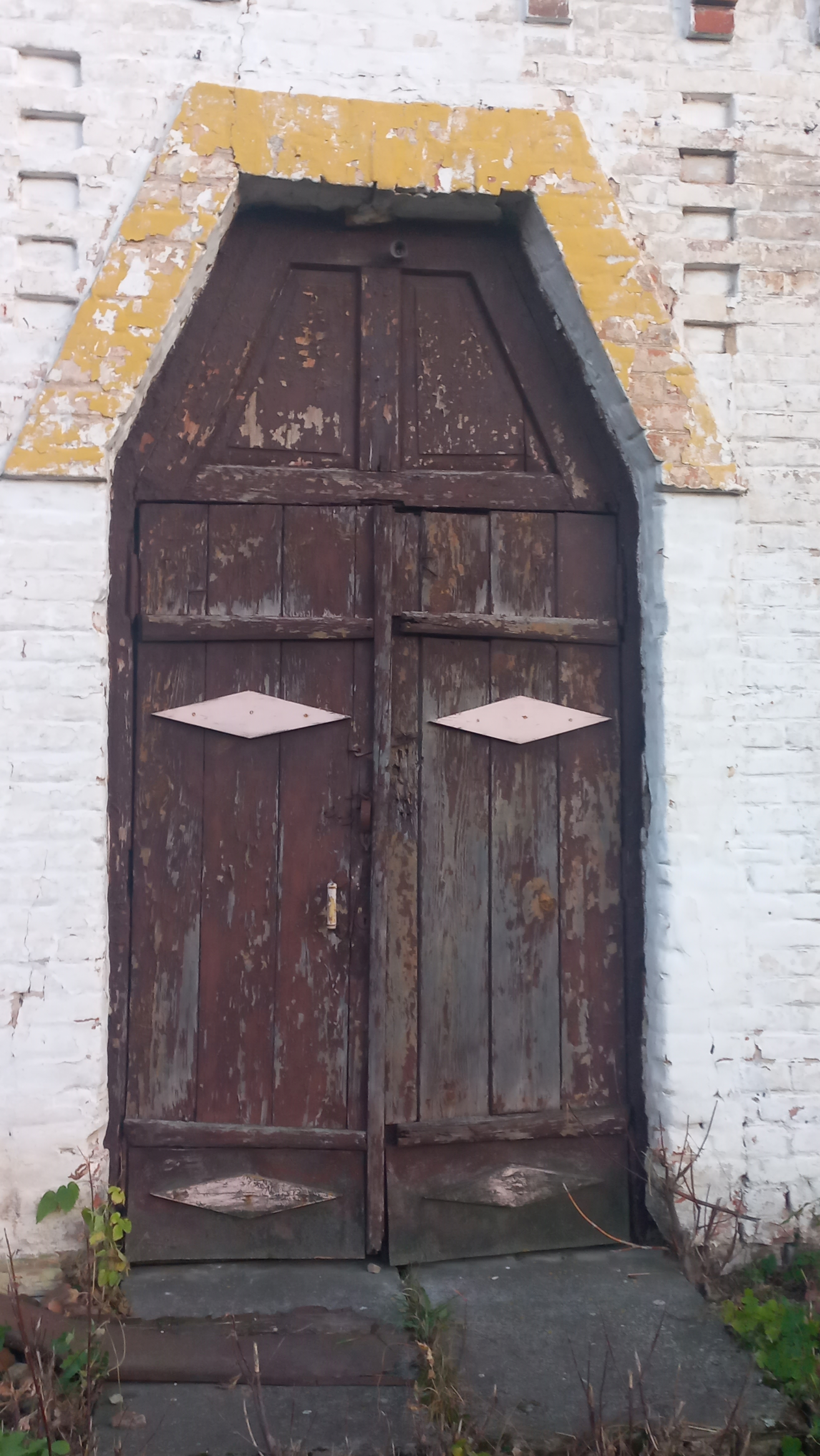
Двері центрального входу (вежі) земської школи Макушиха
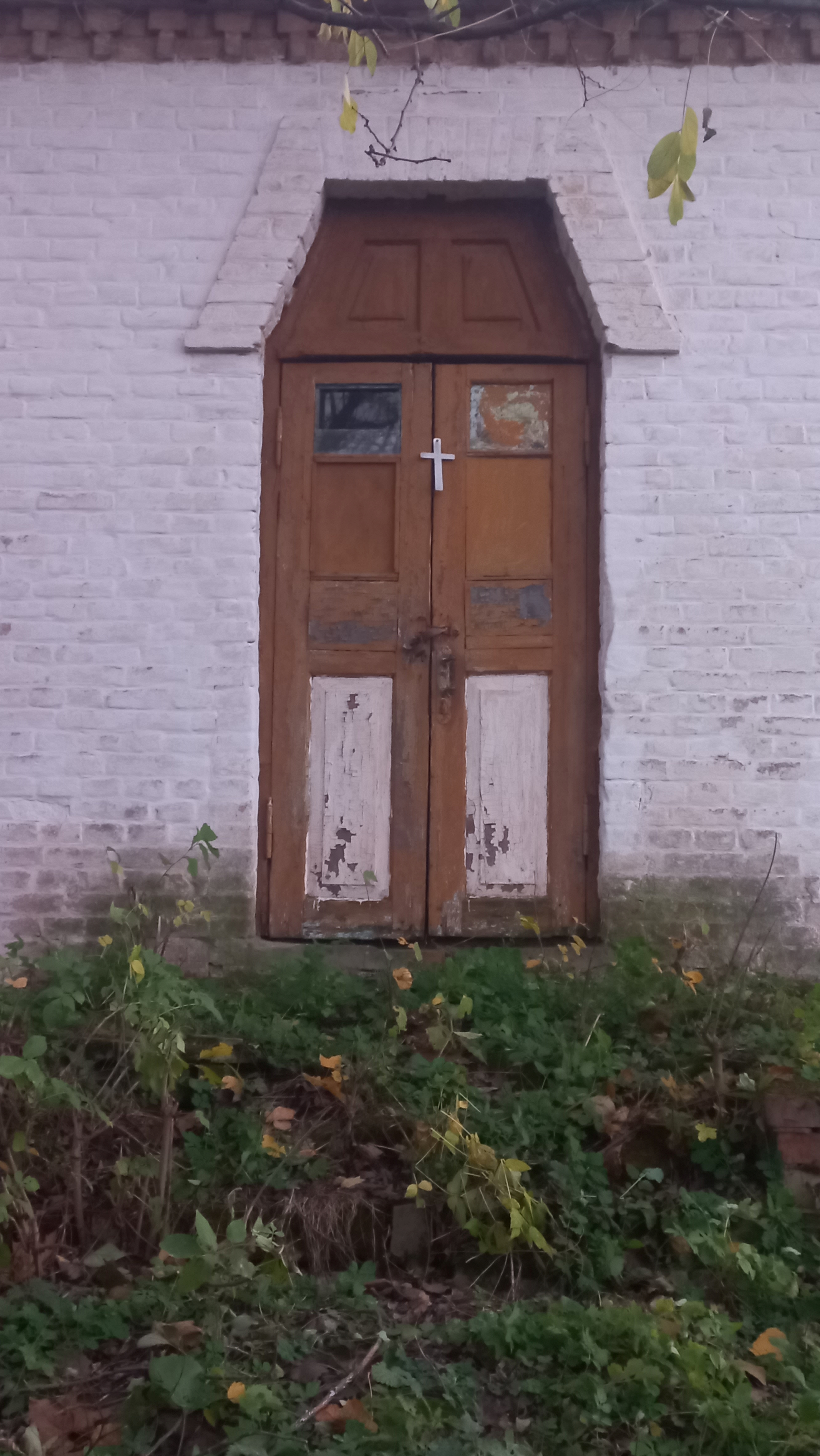
Вхідні двері вчительської кімнати земська школа Макушха
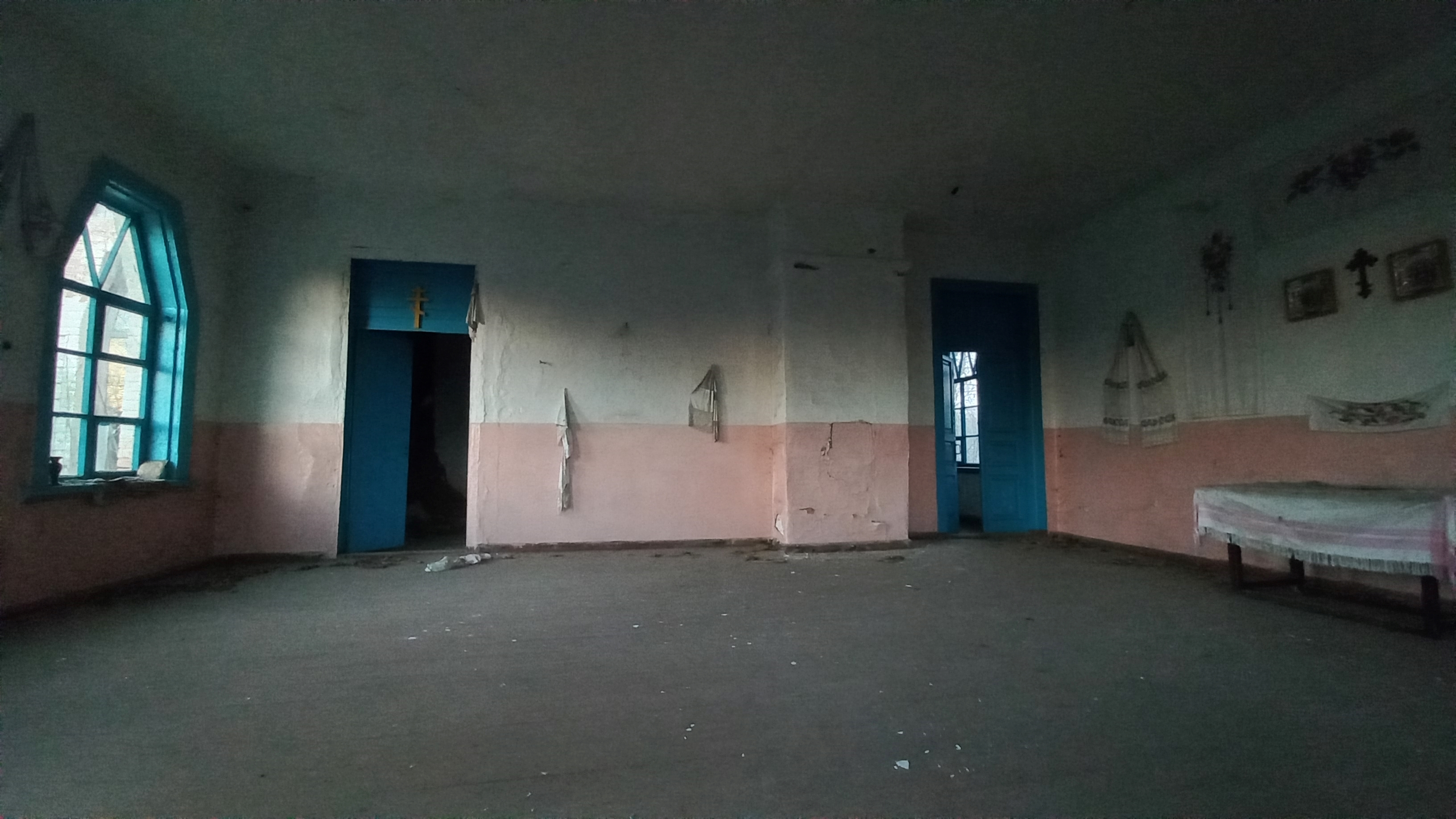
Клас земської школи Макушиха